# Коммерсі (округ)
Округ Коммерсі (фр. Arrondissement de Commercy) — округ у Франції, в департаменті Мез. 2023 року округ об'єднував 135 муніципалітетів, населення становило 42 301 особу.
Адміністративний центр (супрефектура) — Коммерсі.

## Муніципалітети
Список муніципалітетів округу та їхні коди INSEE:
1. Абенвіль (55001)
2. Аманті (55005)
3. Ан-сюр-Мез (55229)
4. Апремон-ла-Форе (55012)
5. Бадонвільє-Жеровільє (55026)
6. Баннонкур (55027)
7. Бельрен (55044)
8. Бене-ан-Вуавр (55046)
9. Бісле (55054)
10. Бове-сюр-Барбур (55066)
11. Бовйоль (55067)
12. Бодремон (55032)
13. Бонкур-сюр-Мез (55058)
14. Бонне (55059)
15. Бриксе-о-Шануан (55080)
16. Бруссе-ан-Блуа (55084)
17. Бруссе-Ролекур (55085)
18. Букемон (55064)
19. Буконвіль-сюр-Мад (55062)
20. Бюксьєр-су-ле-Кот (55093)
21. Бюре-ан-Во (55088)
22. Бюре-ла-Кот (55089)
23. Вадонвіль (55526)
24. Вальбуа (55530)
25. Варневіль (55528)
26. Віллотт-сюр-Ер (55570)
27. Віль-деван-Бельрен (55555)
28. Вільруа-сюр-Меоль (55559)
29. Віньєль-ле-Аттоншатель (55551)
30. Віньо (55553)
31. Во-ле-Паламе (55540)
32. Водвіль-ле-О (55534)
33. Вокулер (55533)
34. Вуа-Вакон (55573)
35. Вуамбе (55584)
36. Вутон-Ба (55574)
37. Вутон-О (55575)
38. Гондрекур-ле-Шато (55215)
39. Гримокур-пре-Сампіньї (55220)
40. Гуссенкур (55217)
41. Дагонвіль (55141)
42. Делуз-Розьєр (55148)
43. Деманж-Бодіньєкур (55150)
44. Денвіль-Бертелевіль (55142)
45. Домп'єрр-о-Буа (55160)
46. Домсеврен (55159)
47. Евіль (55184)
48. Едікур-су-ле-Кот (55245)
49. Еп'є-сюр-Мез (55173)
50. Ерневіль-о-Буа (55179)
51. Жевіль (55258)
52. Жимекур (55210)
53. Жировуазен (55212)
54. Жонвіль-ан-Вуавр (55256)
55. Кер-ла-Гранд (55263)
56. Кер-ла-Петіт (55264)
57. Коммерсі (55122)
58. Ксівре-е-Марвуазен (55586)
59. Кузанс-ле-Триконвіль (55518)
60. Курсель-ан-Барруа (55127)
61. Курувр (55129)
62. Лавалле (55282)
63. Лаевіль (55270)
64. Лаеме (55269)
65. Лакруа-сюр-Мез (55268)
66. Ламорвіль (55274)
67. Ланевіль-о-Рю (55278)
68. Лашоссе (55267)
69. Ле-Парош (55401)
70. Ле-Руаз (55436)
71. Левонкур (55289)
72. Лерувіль (55288)
73. Ліньєр-сюр-Ер (55290)
74. Лоншам-сюр-Ер (55301)
75. Лупмон (55303)
76. Максе-сюр-Вез (55328)
77. Марсон-сюр-Барбур (55322)
78. Мезе (55312)
79. Мекрен (55329)
80. Меліньї-ле-Гран (55330)
81. Меліньї-ле-Петі (55331)
82. Меній-ла-Орнь (55334)
83. Меній-о-Буа (55333)
84. Моваж (55327)
85. Монбра (55344)
86. Монсек (55353)
87. Монтіньї-ле-Вокулер (55350)
88. Нансуа-ле-Гран (55371)
89. Нев-ан-Блуа (55368)
90. Невіль-ан-Вердюнуа (55380)
91. Невіль-ле-Вокулер (55381)
92. Нісе-сюр-Ер (55384)
93. Нонсар-Ламарш (55386)
94. Орвіль-ан-Орнуа (55247)
95. Паньї-ла-Бланш-Кот (55397)
96. Паньї-сюр-Мез (55398)
97. П'єррфітт-сюр-Ер (55404)
98. Пон-сюр-Мез (55407)
99. Рамбюкур (55412)
100. Ранзьєр (55415)
101. Реффруа (55421)
102. Риньї-ла-Саль (55433)
103. Риньї-Сен-Мартен (55434)
104. Ришкур (55431)
105. Рувруа-сюр-Мез (55444)
106. Рю-деван-Сен-Мієль (55448)
107. Сампіньї (55467)
108. Севіньї (55485)
109. Сезе (55487)
110. Сен-Жермен-сюр-Мез (55456)
111. Сен-Жуар (55459)
112. Сен-Жульєн-су-ле-Кот (55460)
113. Сен-Мієль (55463)
114. Сен-Морис-су-ле-Кот (55462)
115. Сент-Обен-сюр-Ер (55454)
116. Совіньї (55474)
117. Совуа (55475)
118. Сольво (55472)
119. Сорсі-Сен-Мартен (55496)
120. Таянкур (55503)
121. Тійомбуа (55506)
122. Тревере (55516)
123. Труайон (55521)
124. Труссе (55520)
125. Уделенкур (55248)
126. Урш-сюр-Мез (55396)
127. Фремеревіль-су-ле-Кот (55196)
128. Френ-о-Мон (55197)
129. Шайон (55096)
130. Шален (55097)
131. Шампуньї (55100)
132. Шассе-Бопре (55104)
133. Шовонкур (55111)
134. Шонвіль-Маломон (55114)
135. Юньї-сюр-Мез (55522)